# Люпен (телесериал, 2021)
Люпен (франц. Lupin) — французский телесериал, созданный Джорджем Кей и Франсуа Узаном и транслируемый на Netflix. Сериал вдохновлён персонажем Арсена Люпена, созданного Морисом Лебланом. Первая часть первого сезона из пяти эпизодов (имеющая подзаголовок «В тени Арсена», Dans l’ombre d’Arsène) вышла 8 января 2021 года. Вторая часть первого сезона, так же состоящая из пяти серий, вышла 11 июня 2021. После его успешного выхода сериал был продлён на второй, а позже и на третий сезон.

## Сюжет
В 1995 году юный Ассан Диоп пережил смерть отца, обвиненного в преступлении, которого он не совершал. Спустя 25 лет Ассан участвует в краже колье французской королевы Марии-Антуанетты. Драгоценность, выставленная в Лувре, принадлежит богатой семье Пеллегрини. Ассан хочет отомстить этой семье, несправедливо обвинившей его отца в краже, черпая вдохновение у своего любимого персонажа «джентльмена грабителя» Арсена Люпена. Параллельно со своей нелегальной деятельностью Ассан старается находить время для своего сына Рауля, который живёт со своей матерью Клэр, бывшей девушкой Ассана.

## В ролях
- Омар Си — Ассан Диоп
  - Мамаду Айдара — Ассан Диоп в подростковом возрасте
- Людивин Санье — Клэр
  - Людмила Маковски — Клэр в подростковом возрасте
- Этан Симон — Рауль
- Клотильда Эм — Жюльет Пеллегрини
  - Леа Бонно — Жюльет Пеллегрини в подростковом возрасте
- Николь Гарсиа — Энн Пеллегрини
- Эрве Пьер — Юбер Пеллегрини
- Антуан Гуи — Бенжамен Ферель
  - Адриан Валли — Бенжамен Ферель в подростковом возрасте
- Суфьян Герраб — Юсеф Гедира
- Венсан Лондез — капитан Ромен Ложье
- Ширин Бутелла — лейтенант София Белкасем
- Венсан Гаранже — комиссар Дюмон
  - Йоан Дионне — Дюмон в молодости
- Фаргасс Ассанде — Бабакар Диоп
- Адама Ньян — Леонар (киллер)
- Анн Бенуа — Фабьенн Берио (журналистка)
- Стефан Крепон — Филипп Курбе
- Николя Ванчицки — Паскаль (телохранитель Пеллегрини)

## Список эпизодов
| Часть | Сезон | Серии | Серии | Даты показа    | Даты показа    |
| ----- | ----- | ----- | ----- | -------------- | -------------- |
| 1     | 1     | 5     | 5     | 8 января 2021  | 8 января 2021  |
| 2     | 1     | 5     | 5     | 11 июня 2021   | 11 июня 2021   |
| 3     | 2     | 7     | 7     | 5 октября 2023 | 5 октября 2023 |

### Часть 1 (2021)
| № общий | № в сезоне | Название                                                                | Режиссёр     | Автор сценария                          | Дата премьеры |
| --- | ---------- | ----------------------------------------------------------------------- | ------------ | --------------------------------------- | ------------- |
| 1 | 1          | «Chapter 1 - Le Collier de la reine» «Глава первая - Ожерелье Королевы» | Луи Летерье  | Джордж Кей                              | 8 января 2021 |
| В первой серии перед нами предстает Ассан Диоп, который работает уборщиком в Лувре и параллельно пытается отдать долги местным бандитам, которые требуют деньги, угрожая ему убийством. В качестве возврата долга Диоп предлагает им осуществить кражу дорогого колье, к которому у него есть доступ. Убедив бандитов в успехе ограбления, банда начинает подготовку к афере. Параллельно с этим происходит повествование о детских годах Ассана Диопа, иммигранта из Сенегала, где рассказывается о том, что отец Ассана украл драгоценное колье у семьи Пеллегрини, где он работал водителем и после ареста повесился в тюрьме. А также сюжетная линия рассказывает о взаимоотношениях Диопа с его бывшей женой. |            |                                                                         |              |                                         |               |
| 2 | 2          | «Chapter 2 - L'Illusion» «Глава вторая - Иллюзия»                       | Луи Летерье  | Джордж Кей и Франсуа Юзан               | 8 января 2021 |
| После анализа украденного колье Ассан вместе со своим другом выясняет, что колье никогда не разбиралось, а значит никогда не было похищено. Ассан вместе с другом разбирает колье по камням и прячет. Параллельно происходит повествование о детстве Ассана, где после ареста отца он остался один и его забирает инспектор Дюмон. Ассан также ищет Камне, человека, сидевшего в одной камере с его отцом, который до сих пор находится в тюрьме. Для того, чтобы связаться с ним Диоп садится в тюрьму и выходит на связь с Камне, где тот рассказывает ему о книге, которую ему передал его отец. Найдя книгу, Ассан находит анаграмму и видит зашифрованное послание о том, что его отца подставили. Выяснив правду, Ассан инсценирует собственную смерть и сбегает из тюрьмы через карету скорой помощи. После побега из тюрьмы Ассан встречается с женой месье Пеллегрини и требует от нее правду. Мадам Пеллегрини рассказывает, что его отец не виноват, а в качестве компенсации она была анонимном благодетелем Ассана, оплачивая его учебу в школе и колледже. Ассан решает добиваться справедливости. |            |                                                                         |              |                                         |               |
| 3 | 3          | «Chapter 3 - Le Commissaire Dumont» «Глава третья - Комиссар Дюмонт»    | Луи Летерье  | Франсуа Юзан                            | 8 января 2021 |
| Узнав, что инспектор Дюмон отвечает за ведение дела против его отца, Асан похищает нынешнего комиссара Дюмона из одной из ратуш Парижа и пытается заставить его признаться в том, что он подставил Бабакара. 25 лет назад молодой Дюмон выясняет, что Юбер Пеллегрини, которому недавно увеличили страховой полис ожерелья, организовал его исчезновение и подстроил Бабакара, чтобы тот взял на себя вину. Когда он понимает, что Дюмон строит против него дело о мошенничестве со страховкой, Юбер упоминает о своих влиятельных связях и угрожает причинить вред жене полицейского, что убеждает Дюмона обманом заставить Анну заставить Бабакара подписать признание. В настоящее время Дюмон утверждает, что он обоснованно считал Бабакара виновным, хотя Ассану удается заставить его признаться в том, что он брал взятки от преступников, чтобы увеличить свою зарплату. Однако допрос прекращается, когда разъяренный Асан случайно раскрывает свою личность. Тем временем полиция пытается найти своего комиссара, и Асан убегает незадолго до того, как они успевают его поймать. Дюмона спасают, но он не раскрывает никакой информации о личности своего похитителя. Позже Гедира обнаруживает причастность Дюмона к первоначальному расследованию и связывает его с кражей ожерелья и похищением. |            |                                                                         |              |                                         |               |
| 4 | 4          | «Chapter 4 - Volte-face» «Глава четвертая - Резкий поворот»             | Марсела Саид | Джордж Кей, Франсуа Юзан и Элейн Монтан | 8 января 2021 |
| Асан снова находит Дюмона и вынуждает его предоставить дополнительную информацию о Юбере Пеллегрини. Дюмон называет ему имя Фабьен Берио, бывшей журналистки-расследователя, на которую Юбер подал в суд за клевету после того, как она публично осудила его коррупцию в книге под названием « Грязные деньги: система Пеллегрини ». Фабьен соглашается объединиться с Ассаном и помогает ему раздобыть пленку, связывающую торговлю оружием предпринимателя со смертоносным террористическим нападением на посольство Франции в Куала-Лумпуре . Под псевдонимом «Salvator812» Асан публикует в Твиттере изображение с ленты, угрожая опубликовать полное видео. Юбер публично отвергает обвинения, а его приспешник Леонар Коне начинает преследовать Фабьен. Тем временем Дюмон отстраняет Гедиру от расследования дела о ожерелье, который понимает, что детектив приближается к истине о его причастности к первоначальному делу. Тщательно замаскированный план Ассана разоблачить Хьюберта в ток-шоу « Другое издание» терпит неудачу, когда Хьюберту, который дружит с ведущим шоу, удается изменить отснятый материал. Джульетта, теперь убежденная в невиновности своего отца, сообщает ему, что за обвинениями, а также за ограблением Лувра стоит Асан. Леонар нападает на Фабьен в ее доме и требует знать, где живет Асан, но Фабьен отказывается предоставить ему информацию. К своему ужасу, Асан возвращается и обнаруживает ее тело, свисающее с потолка. |            |                                                                         |              |                                         |               |
| 5 | 5          | «Chapter 5 - Étretat» «Глава пятая - Этрета»                            | Марсела Саид | Джордж Кей и Франсуа Юзан               | 8 января 2021 |

### Часть 2 (2021)
| № общий | № в сезоне | Название                     | Режиссёр       | Автор сценария                            | Дата премьеры |
| ------- | ---------- | ---------------------------- | -------------- | ----------------------------------------- | ------------- |
| 6       | 1          | «Chapter 6» «Глава шестая»   | Людовик Бернар | Джордж Кей и Франсуа Юзан                 | 11 июня 2021  |
| 7       | 2          | «Chapter 7» «Глава седьмая»  | Людовик Бернар | Джордж Кей Соилихо Бодин и Николас Клеман | 11 июня 2021  |
| 8       | 3          | «Chapter 8» «Глава восьмая»  | Юго Желен      | Джордж Кей и Камилль Куассе               | 11 июня 2021  |
| 9       | 4          | «Chapter 9» «Глава девятая»  | Юго Желен      | Джордж Кей и Стив Бейли                   | 11 июня 2021  |
| 10      | 5          | «Chapter 10» «Глава десятая» | Юго Желен      | Джордж Кей и Сумера Шривастав             | 11 июня 2021  |

### Часть 3 (2023)
| № общий | № в сезоне | Название                      | Режиссёр                    | Автор сценария                        | Дата премьеры  |
| ------- | ---------- | ----------------------------- | --------------------------- | ------------------------------------- | -------------- |
| 11      | 1          | «Chapter 1» «Глава первая»    | Людовик Бернар              | Джордж Кей                            | 5 октября 2023 |
| 12      | 2          | «Chapter 2» «Глава вторая»    | Людовик Бернар и Дэниэл Гру | Джордж Кей, Франсуа Юзан и Тони Сэйнт | 5 октября 2023 |
| 13      | 3          | «Chapter 3» «Глава третья»    | Дэниэл Гру                  | Джордж Кей и Франсуа Юзан             | 5 октября 2023 |
| 14      | 4          | «Chapter 4» «Глава четвёртая» | Дэниэл Гру                  | Джордж Кей и Франсуа Юзан             | 5 октября 2023 |
| 15      | 5          | «Chapter 5» «Глава пятая»     | Ксавье Жанс                 | Джордж Кей, Адам Усден и Франсуа Юзан | 5 октября 2023 |
| 16      | 6          | «Chapter 6» «Глава шестая»    | Ксавье Жанс                 | Кэм Одедра, Джордж Кей и Франсуа Юзан | 5 октября 2023 |
| 17      | 7          | «Chapter 7» «Глава седьмая»   | Ксавье Жанс                 | Джордж Кей, Адам Усден и Франсуа Юзан | 5 октября 2023 |

## Производство

### Идея и реализация
Идея модернизированной и телевизионной адаптации приключений Арсена Люпена появилась в 2017 году. За разработку проекта, созданного Cinéfrance, взялись режиссёр Джалил Лесперт и сценарист Абдель Рауф Дафри. Некоторое время спустя, Абдель Рауф Дафри заявил, что он не поклонник ни романов Мориса Леблана, ни его телеадаптации 1970-х годов с Жоржем Дескриером, который, по его словам, смягчил цинизм оригинального произведения. Затем, сценарист нашел точки соприкосновения произведения с современностью, в результате чего возникла идея перенести сюжет в XXI век. В декабре 2018 года проект был разработан Gaumont, и трансляция была анонсирована на Netflix с Омаром Си в главной роли.

### Съемки
Съемки телесериала начались в конце 2019 года. Режиссёром первых трех серий выступил Луи Летерье. В марте 2020 года съемки были прерваны из-за пандемии Covid-19, в это время снимались лишь сцены в Лувре. В мае 2020 года было объявлено, что съемки возобновятся в сентябре того же года. Тем не менее, съемки удалось начать ранее этого срока, в частности, сцены в Этрете были сняты конце июня 2020 года. В июле 2020 года были сняты сцены в поезде: съемочная группа совершила поездку на станцию Вильнев-Трайж в Валь-де-Марн, в частности на борту Восточного экспресса. Сцены, показывающие школу-интернат социальных служб, где находился юный Ассан, были сняты в колледже Дома образования Почетного легиона Les Loges в Сен-Жермен-ан-Ле. Тюремные сцены снимались в следственном изоляторе Буа-д’Арси в Ивелине.